# Pterokarpus sandałowy
Pterokarpus sandałowy (Pterocarpus santalinus L.f.) – gatunek rośliny z rodziny bobowatych (Fabaceae).  Pochodzi z Indii, jest uprawiany w wielu krajach świata.

## Morfologia i ekologia
Drzewo o wysokości do 8 m i średnicy pnia 50–150 cm.  Ulistnienie naprzemianległe, liście 3-listkowe, o długości 3–9 cm. Składają się z trzech szerokojajowatych, niemal okrągłych listków. Liście opadają podczas pory suchej. Kwiaty pojawiają się przed rozwojem liści. Są pachnące, małe, żółte, zebrane w grona. Owocem jest strąk o długości 6–9 cm. Zawiera jedno lub dwa nasiona. 
Jest to typowe drzewo tropikalne, zupełnie nieodporne na mróz, ginie już przy temperaturze -1o C. Za młodu rozwija się szybko, już w trzecim roku życia osiąga wysokość 5 m.

## Udział w kulturze
Wymieniony jest w kilku miejscach Biblii: Krl 10,11-12, 2 Krn 2,7; 2,19. Z drewna tego drzewa król Salomon  wykonał chodnik w swoim pałacu i w pierwszej Świątyni Jerozolimskiej, oraz instrumenty muzyczne – cytry i harfy. Jest to drewno ciężkie, twarde, o czerwonym twardzielu. Nie rośnie w Palestynie, było sprowadzane do Tyru przez tzw. szlak jedwabny, świadczy o tym m.in.  werset: „Flota Hirama, która dostarczyła złoto z Ofiru, przywiozła również drewno sandałowe" (1 Krl 10, 11–12).

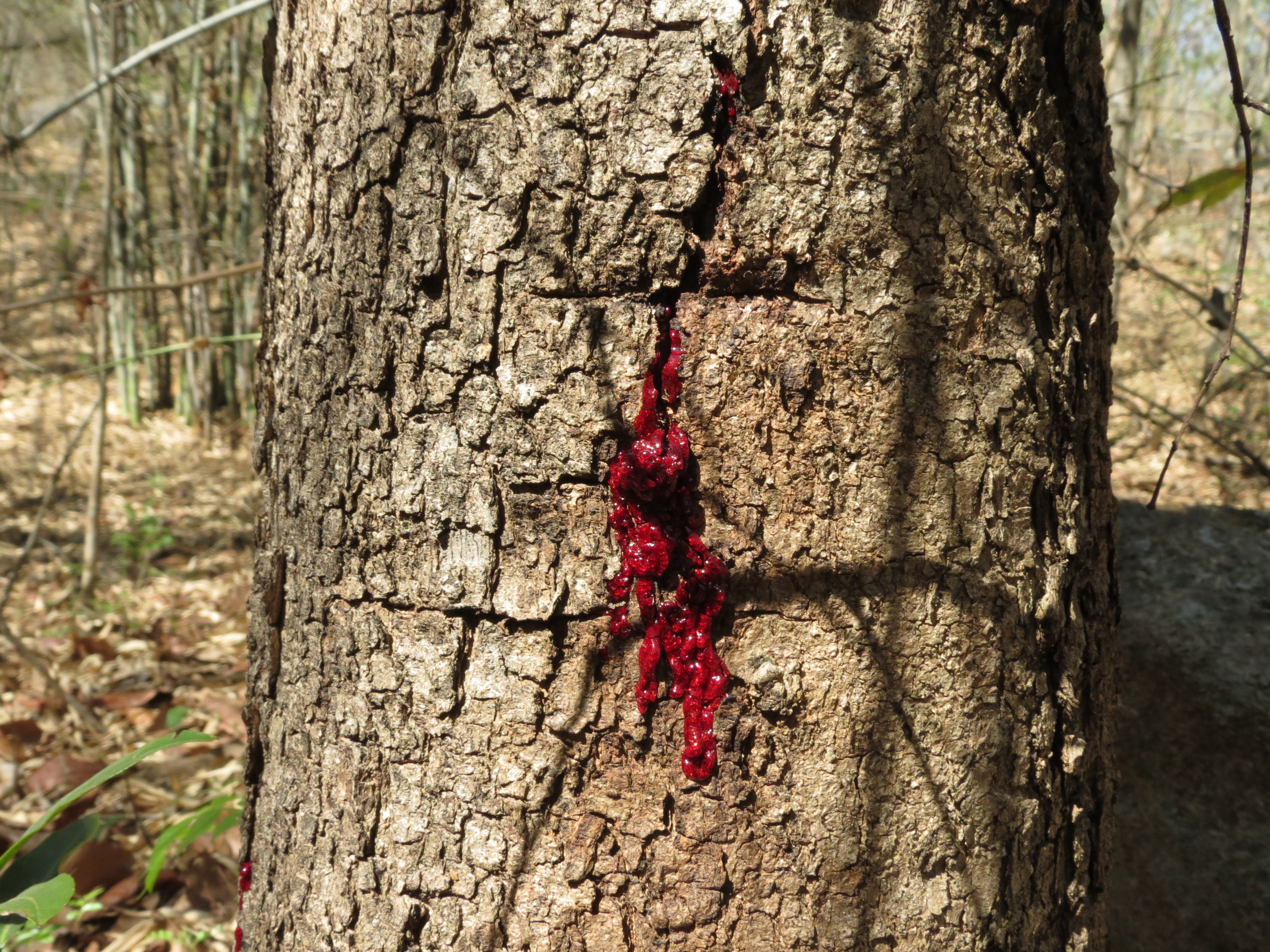
Pień
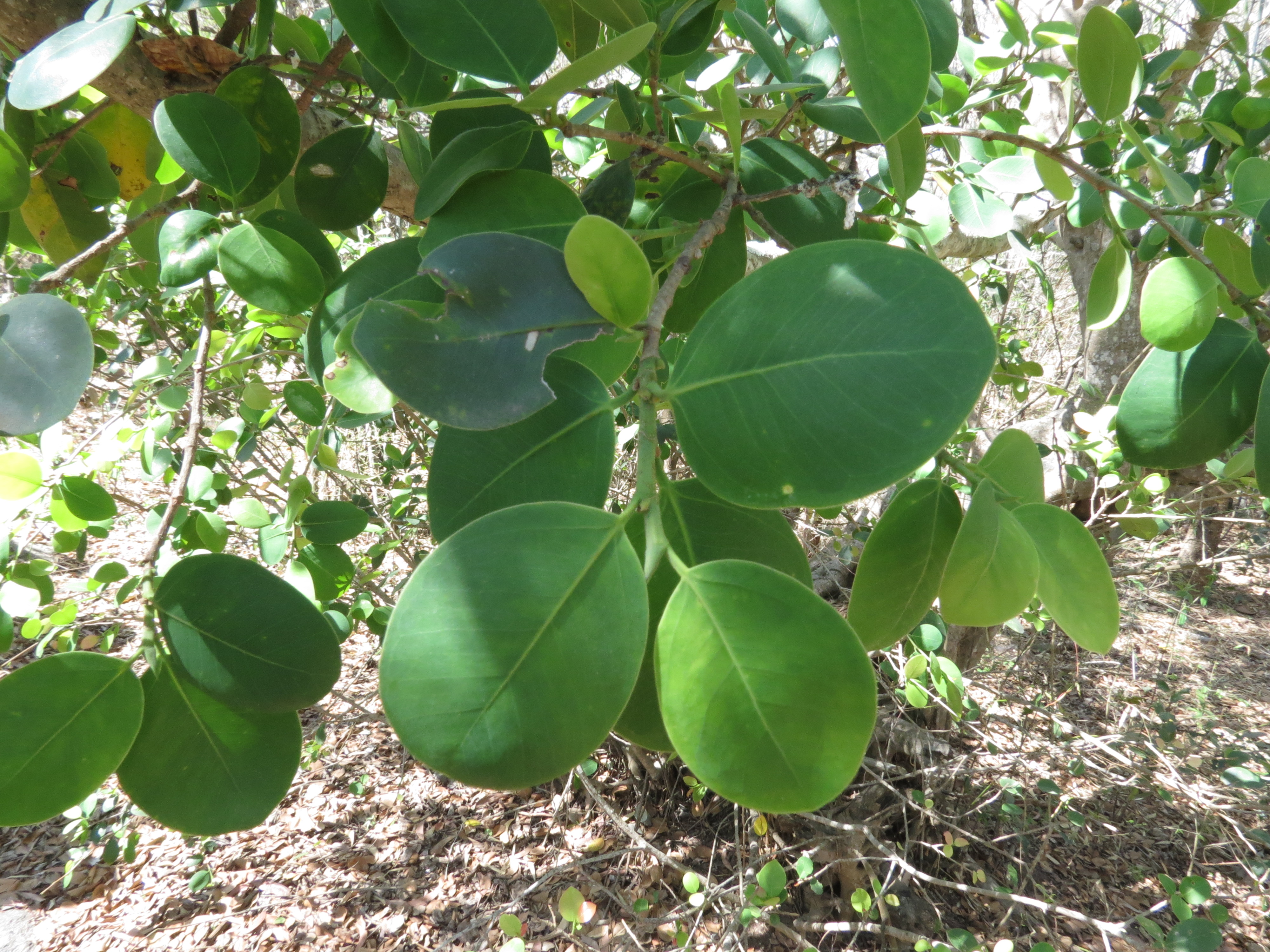
Pędy z liśćmi